# Валентин, Лидия
Лидия Валентин Перес (исп. Lidia Valentín Pérez; род. 10 февраля 1985, Понферрада, Испания) — испанская тяжелоатлетка, выступающая в весовой категории до 75 кг. Олимпийская чемпионка (2012), четырёхкратная чемпионка Европы (2014, 2015, 2017 и 2018), двукратная чемпионка мира (2017 и 2018) по тяжёлой атлетике.

## Биография[1]

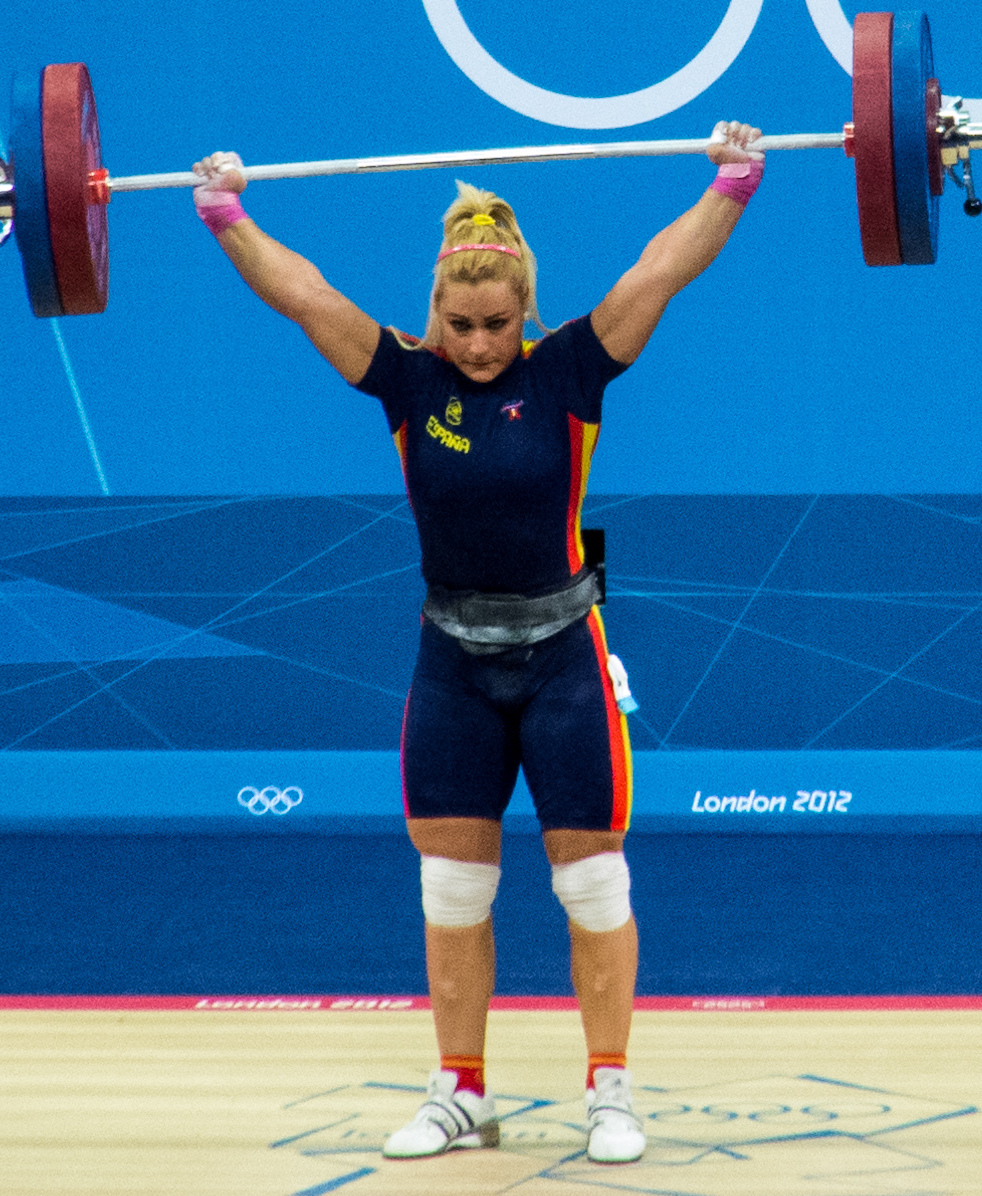

Лидия Валентин родилась 10 февраля 1985 года в городе Понферрада. Начала заниматься тяжёлой атлетикой в возрасте 11 лет под руководством Исаака Альвареса. Первым значимым успехом в её спортивной карьере стала бронзовая медаль чемпионата Европы в Страсбурге (2007). В 2008 году на Олимпийских играх в Пекине заняла пятое место, что было на тот момент лучшим результатом испанских тяжелоатлетов на Олимпиадах. В течение следующего олимпийского цикла она ещё трижды становилась призёром чемпионатов Европы, а на Олимпийских играх в Лондоне была близка к завоеванию медали, но осталась четвёртой. Тем не менее, после лишения медалей за употребление допинга всех трёх призёров, Лидия Валентин переместилась на первую строчку и стала олимпийской чемпионкой. Примечательно, что бронзовая медаль в этой дисциплине отошла к спортсменке из группы B.
В 2013 году на чемпионате мира по Вроцлаве заняла четвёртое место и после дисквалификации российской спортсменки Ольги Зубовой стала бронзовым призёром. В 2014 году на чемпионате Европы в Тель-Авиве впервые завоевала звание чемпионки Европы, а в 2015 году защитила этот титул.
В начале ноября 2018 года на чемпионате мира в Ашхабаде, испанская спортсменка, в весовой категории до 81 кг., завоевала абсолютную золотую медаль, взяв общий вес 249 кг. При этом в упражнение толчок она завоевала малую бронзовую медаль с весом на штанге 136 кг, а в упражнение рывок малую золотую медаль с результатом 113 кг.
На чемпионате Европы в Батуми в 2019 году, Лидия завоевала серебряную медаль, уступив 1 кг белорусской спортсменке Дарье Наумовой. В рывке она взяла малую золотую (108 кг), а в толчке малую серебряную (133 кг).
На предолимпийском чемпионате мира 2019 года, который проходил в Таиланде, испанская спортсменка завоевала серебряную медаль в весовой категории до 81 кг. Общий вес на штанге 246 кг. В упражнении рывок она стала пятой, в толкании завоевала малую бронзовую медаль (138 кг).

## Спортивные результаты
| Год  | Соревнование     | Место проведения | Весовая категория | Рывок  | Толчок   | Сумма двоеборья | Место |
| 2002 | Чемпионат Европы | Анталья          | до 69 кг          | 80 кг  | 100 кг   | 180 кг          | 11    |
| 2002 | Чемпионат мира   | Варшава          | до 63 кг          | —      | 92,5 кг  | —               | DNF   |
| 2004 | Чемпионат Европы | Киев             | до 75 кг          | 90 кг  | 102,5 кг | 192,5 кг        | 9     |
| 2005 | Чемпионат Европы | София            | до 75 кг          | 100 кг | 115 кг   | 215 кг          | 6     |
| 2005 | Чемпионат мира   | Доха             | до 75 кг          | 105 кг | 115 кг   | 220 кг          | 10    |
| 2006 | Чемпионат Европы | Владыславово     | до 75 кг          | 103 кг | 122 кг   | 225 кг          | 7     |
| 2006 | Чемпионат мира   | Санто-Доминго    | до 75 кг          | 100 кг | —        | —               | DNF   |
| 2007 | Чемпионат Европы | Страсбург        | до 75 кг          | 115 кг | 132 кг   | 247 кг          | 3     |
| 2007 | Чемпионат мира   | Чиангмай         | до 75 кг          | 110 кг | 130 кг   | 240 кг          | 6     |
| 2008 | Чемпионат Европы | Линьяно          | до 75 кг          | 115 кг | 130 кг   | 245 кг          | 2     |
| 2008 | Олимпийские игры | Пекин            | до 75 кг          | 115 кг | 135 кг   | 250 кг          | 2     |
| 2009 | Чемпионат Европы | Бухарест         | до 75 кг          | 120 кг | 132 кг   | 252 кг          | 3     |
| 2009 | Чемпионат мира   | Коян             | до 75 кг          | 112 кг | 130 кг   | 242 кг          | 6     |
| 2010 | Чемпионат Европы | Минск            | до 75 кг          | 115 кг | 140 кг   | 255 кг          | 4     |
| 2010 | Чемпионат мира   | Стамбул          | до 75 кг          | 112 кг | —        | —               | DNF   |
| 2011 | Чемпионат Европы | Казань           | до 75 кг          | 122 кг | 142 кг   | 264 кг          | 3     |
| 2011 | Чемпионат мира   | Париж            | до 75 кг          | 120 кг | 138 кг   | 258 кг          | 5     |
| 2012 | Чемпионат Европы | Анталья          | до 75 кг          | 117 кг | 143 кг   | 260 кг          | 2     |
| 2012 | Олимпийские игры | Лондон           | до 75 кг          | 120 кг | 145 кг   | 265 кг          | 1     |
| 2013 | Чемпионат Европы | Тирана           | до 75 кг          | 120 кг | 135 кг   | 255 кг          | 2     |
| 2013 | Чемпионат мира   | Вроцлав          | до 75 кг          | 122 кг | 138 кг   | 260 кг          | 3     |
| 2014 | Чемпионат Европы | Тель-Авив        | до 75 кг          | 121 кг | 147 кг   | 268 кг          | 1     |
| 2014 | Чемпионат мира   | Алма-Ата         | до 75 кг          | 124 кг | 140 кг   | 264 кг          | 4     |
| 2015 | Чемпионат Европы | Тбилиси          | до 75 кг          | 118 кг | 145 кг   | 263 кг          | 1     |
| 2015 | Чемпионат мира   | Хьюстон          | до 75 кг          | —      | —        | —               | DNF   |
| 2016 | Олимпийские игры | Рио-де-Жанейро   | до 75 кг          | 116 кг | 141 кг   | 257 кг          | 3     |
| 2017 | Чемпионат Европы | Сплит            | до 75 кг          | 115 кг | 137 кг   | 252 кг          | 1     |
| 2017 | Чемпионат мира   | Анахайм          | до 75 кг          | 118 кг | 140 кг   | 258 кг          | 1     |
| 2018 | Чемпионат Европы | Бухарест         | до 75 кг          | 115 кг | 135 кг   | 250 кг          | 1     |
| 2018 | Чемпионат мира   | Ашхабад          | до 76 кг          | 113 кг | 136 кг   | 249 кг          | 1     |
| 2019 | Чемпионат Европы | Батуми           | до 76 кг          | 108 кг | 133 кг   | 241 кг          | 2     |
| 2019 | Чемпионат мира   | Паттайя          | до 81 кг          | 108 кг | 138 кг   | 246 кг          | 2     |